# ATP Challenger Sunderland
Der ATP Challenger Sunderland (offiziell: Sunderland Challenger) war ein Tennisturnier, das 2005 einmal in Sunderland, Großbritannien, stattfand. Es gehörte zur ATP Challenger Tour und wurde in der Halle auf Hartplatz gespielt.

## Liste der Sieger

### Einzel
| Jahr | Sieger          | Finalgegner     | Ergebnis  |
| ---- | --------------- | --------------- | --------- |
| 2005 | Alex Bogdanovic | Danai Udomchoke | 7:64, 7:5 |

### Doppel
| Jahr | Sieger                          | Finalgegner                        | Ergebnis       |
| ---- | ------------------------------- | ---------------------------------- | -------------- |
| 2005 | Frank Moser Sebastian Rieschick | Christopher Kas Philipp Petzschner | 6:4, 6:73, 6:4 |